# 川口拓
川口 拓（かわぐち たく、1971年4月22日 - ）は、日本のサバイバリスト。

## 人物・略歴
- 埼玉県越谷市出身。生まれも育ちも埼玉県越谷市のコシガヤンである。
- 既婚。
- 人当たりが良く明るい性格であるため、川口が主催するワークショップであるワイルド・アンド・ネイティブ（WILD　AND　NATIVE（通称：WAN））の受講者にはリピーターも多い。2000年代から川口のワークショップに参加し続けているコアな参加者はタクマニアなどともと呼ばれる。
- 川口のスカウト（狩り・追跡）の技術には定評があり、退役した陸上自衛隊の元陸将が、その著書の中で川口の技術を紹介するほどである。
- 1970年代・1980年代の漫画・アニメにも造詣が深く、仲間と昔の漫画やアニメについて盛り上がることもしばしば見受けられる。

- 幼い頃に見た映画「ランボー」の影響で、サバイバル技術に興味を持ち、サバイバル技術を独学していた。
- 大学在学中に、カナダにあるカナディアン・アウトドア・リーダーシップ・トレーニングプログラムの存在を知り、入校を決意し当時内定していた就職先を断り、カナディアン・アウトドア・リーダーシップ・トレーニングプログラムへの入校及び渡航のための資金を蓄えるためにアルバイトに精を出す。
- 大学卒業後、アルバイトで貯めた資金を基に、渡加し、カナディアン・アウトドア・リーダーシップ・トレーニングプログラムに入校し、4か月間をかけてサバイバル技術・雪山登山・ロッククライミング・カヌー・カヤック・野外救急法等を学んだ。
- 1996年、アメリカのトラッカースクールで延べ11年間、サバイバル技術を磨く。
- 2001年、日本でWANの活動を開始する。
- 2005年、陸上自衛隊や消防署・警察署山岳救助隊などからの要請で、これらの組織に技術指導活動を開始した。
- 2005年、各メディアから技術指導要請に応じて、各メディアへの技術指導を行う。
- 2015年、一般社団法人危機管理リーダー教育協会の理事長に就任する。
- 2017年、初の著書「ブッシュクラフトー大人の野遊びマニュアル」を著す。
- 2018年、「ブッシュクラフトー大人の野遊びマニュアル」が台湾語版に訳され、台湾での発売が開始された。

## トムブラウン・ジュニアとの出会い　トラッカースクール時代
カナディアン・アウトドア・リーダーシップ・トレーニングプログラムでの川口の指導教官が、トムブラウン・ジュニアの本を座右の書としていたことで、トムブラウン・ジュニアの存在を知った。自然を壊さないサバイバリストであるトムブラウン・ジュニアの思想と技術に共鳴し、その技術を身に着けるために、トムブラウン・ジュニアが主催しているトラッカースクールへの入校を渇望し始めたが、資金が足りずに断念し、帰国する。帰国後、入校及び渡航のための資金を蓄えるためだけの極貧生活を送っていたが、1996年にようやく資金に目途がつき渡米。念願のトラッカースクールに入校した。
トラッカースクールでは、トムブラウン・ジュニアをはじめとする講師陣からネイティブアメリカンに古来から伝わる哲学・アウェアネス・スカウト等の技術を学んだ。この時期に川口の中に自然と共生する哲学が育まれていった。
延べ11年間をかけてトラッカースクールのプログラムを受講し、トムブラウン・ジュニアがグランドファーザーから学んだネイティブアメリカン哲学・技術を身に着けた。
時折、川口は、トラッカースクールでの生活を笑い話として話すが、そのプログラム内容は肉体的にも精神的にも過酷なものであったことがうかがえる。

## ワイルド・アンド・ネイティブ（WILD　AND　NATIVE（通称：WAN））活動
川口はトラッカースクールでのプログラムを受講するために日米を往復する生活を送っていたが、2001年にネイティブアメリカンの哲学と技術を伝えるために、山梨県都留市・茨城県御前山を拠点として、ワイルド・アンド・ネイティブ（WILD　AND　NATIVE：通称WAN）の活動を開始した。
2004年には、アメリカのトラッカースクールから講師を招き1週間の期間でトラッカースクールの技術・哲学を紹介した。ジャパン・トラッカー・スクールとして開催されたそのワークショップはネイティブアメリカンの哲学・歴史・技術に興味を抱いていた人々に大きく受け入れられ、当時の参加者には未だにWANに通う者もいる。
WANは、サバイバル技術を身近なものにしたいという川口の思いが込められているワークショップになっており、全く経験がない者でも気軽に参加できるワークショップとなっている。そのアットホームな雰囲気にリピーター参加者も多い。
近年、「サバイバル」を大衆に身近で気軽なものとした「ブッシュクラフト」が流行しているが、その流行からか川口のサバイバル技術もテレビ・映画・雑誌などで注目を集め始めている。メディアで紹介される川口の技術には、トラッカースクールでの11年間で積み上げてきた川口の技術が存分に発揮されている。
WANでは、原始の火起こし・枯葉と木の枝だけで作るシェルター作り・スカウト（狩り・追跡）の技術・野鳥の生態の観察・野草によるヒーリング技術など様々なコースを通じて、ネイティブアメリカンの哲学・技術を伝えている。中でも、現在は開催されていないが、故リチャード・バッソー氏を講師に迎えたセイクレット・サイレンスは毎回好評を博しており、ハードなワークショップであるにも関わらず、毎回多くの受講者を迎えていた。
WANの参加者は、サバイバル技術を極めたい人から、癒しを求める人まで、様々な理由を持つ人々が参加している。川口も、その要望に応えて、様々な形でのワークショップを提供し続けている。そのためか、ワークショップの参加者の職種も幅広く、現役の自衛隊の隊員・映画監督・医師・起業家・法律家・教師・サラリーマン・主婦・学生と広範囲に広がっている。

## 一般社団法人危機管理リーダー教育協会の設立
2015年、一般社団法人危機管理リーダー教育協会（CMLE）より請われ理事長に就任した。
CMLEでは、川口がWANの活動で培ってきサバイバル技術を活用した都市災害対策技術・防犯技術の普及を行っている。また、サバイバル技術を、身近で気軽に身に着けるためのスクールであるジャパン・ブッシュクラフト・スクール（JBS）の運営を行っている。
CMLEは、2017年から茨城県常陸太田市の里山ホテルに拠点を置き活動を展開していたが、里山ホテル閉鎖に伴い、現在拠点探し中。茨城県常陸大宮市にある御前山青少年旅行村で講習を行うことが多い。

## 指導略歴
- 陸上自衛隊
- 消防署
- 埼玉県警山岳救助隊
- 茨城県常陸大宮市教育委員会主催、夏休み開催「元気っこキャンプ」
- 日本キャンプ協会主催キャンプアカデミー
- 栃木県宇都宮市「たのき学校」
- こどもチャレンジクラブ・虹色の種主催子供キャンプ
- 国際自然環境アウトドア専門学校非常勤講師
- NPO法人「緑とくらし学校」
- Tracker School Japan 2005シニアインストラクター
- 地球と人のかけはし「アースコンシャス」
- カエルアドベンチャー
- 空と大地の教室　つきのわぐま
- 株式会社FEEL（未来教育研究所）
- 東京都キャンプ協会
- ふじみの市教育委員会　生涯学習課
- 森の幼稚園全国フォーラム
- 薬日本堂漢方スクール
- 土佐山アカデミー
- 地球の仕事大学
- 自由大学
- RQ災害教育センター
- 東大和市社会福祉協議会

## メディア協力

### TV・ラジオ
- TVチャンピオン2「無人島サバイバル王選手権」 撮影協力
- テレビ朝日「いきなり!黄金伝説。」 撮影協力
- CS放送 日テレ+「カイケツ長井調査隊・いざという時に役立つ防災対策を調査せよ」
- 日本テレビ「カートゥンKAT-TUN」 サバイバルの掟先生
- テレビ朝日「草なぎ剛のためになるっ?バラエティ3時間SP 野草だけで過ごす4日間」
- テレビ朝日「バカロッチ サバイバルバカ」
- フジテレビ系列「アイタイラボ」 伝説のサバイバー
- 「今夜野宿になりまして」 出演・技術指導
- ラジオ番組「Happy Style」 出演
- 「AKB子兎道場」 キャンプ編焚火担当
- TBS「全世界極限サバイバル!ジャングル無人島!灼熱砂漠!極寒地帯で100時間生き残れ」 サバイバル技術協力
- TBS「全世界極限サバイバルPart2 ジャングル無人島!灼熱砂漠!極寒地帯で100時間生き残れ」 サバイバル技術協力
- TBS「アイ・アム・冒険少年」 脱出山 技術協力

### 雑誌
- 週刊ヤングマガジン映画「バンデット」 DVD紹介
- R25「身近なモノを使って乗り切るいざというときのサバイバル術」
- R25特別企画 サバイバル先生
- 「護身の五カ条」 DVD悪者役
- ワールドフォレス社「野宿モノというライフスタイル」
- ワールドフォレス社「いざという時、役に立つ!お助けメシ」
- 「月刊ガルヴィ」201x年9月号巻頭「GARRRV‘SPEOPLE」
- 「DIME」No.15 カーツ佐藤の旬ネタ未知ュ―ラン
- 「B wasE-PAL」2017年11月号「アウトドアで命をつなぐ」

### 映画
- 「サバイバルファミリー」テクニカルアドバイザー

### 著書
- 「ブッシュクラフトー大人の野遊びマニュアル」
- 「キャンプでやってみる　こどもサバイバル」